# Piper criniovarium
Piper criniovarium är en pepparväxtart som beskrevs av Truman George Yuncker. Piper criniovarium ingår i släktet Piper och familjen pepparväxter. Inga underarter finns listade i Catalogue of Life.